# Willem Verhoeven
Willem Frans Gommar Verhoeven, né à Lierre le 22 juin 1738 et mort à Malines le 16 mai 1809, est un poète, dramaturge et historien flamand, écrivant en langue néerlandaise.

## Biographie

### Enfance, études et débuts littéraires
Né d'un père qui avait quitté Bruxelles pour s'installer à Lierre, Verhoeven reçoit son éducation d'abord des dominicains de cette dernière ville. Il complète ses humanités au collège des Jésuites de Malines, ville où il se marie, où il s'établit comme marchand de draps et où il devient un homme de considération.
Ayant été marchand drapier à Malines, où il a collaboré à l'hebdomadaire Wekelyks Bericht, c'est pourtant à Lierre qu'il sera impliqué, à un jeune âge, dans les activités d'une chambre de rhétorique, celle des « Ongeleerden ». Il est possible qu'il ait travaillé pour la scène à ce moment-là. Quoi qu'il en soit, déjà le 21 décembre 1755, les Ongeleerden représentent une première pièce d'un Verhoeven qui n'avait alors que 17 ans : il s'agit de la tragédie De onberoerlyke liefde van den persiaenschen prince Polidorus en de heldhaftige roomsche princesse Julia (L'Amour constant du prince perse Polydore et de la vaillante princesse romaine Julie). En outre, Willems rapporte que la chambre De Ongeleerden avait joué sa comédie rimée avec chant Den ooghst (La Récolte) en 1772.
Dans un manuscrit de 1792, Verhoeven se fait appeler « juré de la halle, ou sous-doyen des merciers » (« geswoorne van de Halle, ofte onder-deken van de Meerseniers-Neeringe »), membre « du conseil élargi de la ville et de la seigneurie de Malines » (« van den Breeden Raed der Stad en Provincie van Mechelen »). Dès 1771, il occupe aussi le poste de commissaire des pauvres (armmeester), qu'il cumule l'année suivante avec celui de secrétaire de l'Académie de dessin et d'architecture de Malines.
C'est en cette qualité qu'il écrit son premier poème, Proeve van dicht-kunde op de Oudtheydt, eer, achtbaerheydt, en voort-gangh der vrye konsten (Essai poétique sur l'Antiquité, l'honneur, la respectabilité et le progrès des arts libéraux, Louvain, 1774), composé à l'occasion de la célébration de l'adjudication à l'Académie d'un octroi : l'autorisation de porter le titre « royal ». En six chants, il fait l'éloge des arts et plus particulièrement de la peinture. En employant des alexandrins pompeux et des images mythologiques, il exprime son admiration pour les peintres des anciens Pays-Bas, en particulier pour celui qu'il décrit comme une prodigieuse lumière solaire : le grand Rubens.
La mort de la souveraine, en 1780, l'a conduit à écrire un poème funèbre versifié sur la défunte impératrice consort Marie-Thérèse, à qui il rend hommage, ainsi qu'à son successeur, Joseph II, en rejetant cependant toute flatterie par le biais de l'écriture (Pluym-strykery) « selon le modèle français ».

### Historien non académicien
Verhoeven a écrit plusieurs tragédies et comédies, mais il doit sa plus grande renommée à des ouvrages historiques, dont six ont été couronnés par l'Académie de Bruxelles. Pour sa première étude, il entretient une correspondance avec l'historien d'origine zélandaise Jona Willem te Water, l'un des auteurs néerlandais les plus importants de son temps aux Pays-Bas septentrionaux.
Malgré le soutien offert par l'Académie et les récompenses obtenues d'elle à maintes reprises, Verhoeven n'a jamais pu adhérer à l'illustre société, sans doute pour cause d'intrigues , mais aussi en raison de ses opinions critiques au sujet de l'influence française et de la docilité de l'Académie envers le gouvernement impérial.
Verhoeven aurait également participé à des concours à l'étranger, comme en témoignent des fragments de réponses qu'il a formulées à des questions de concours organisés par les académies de Berlin[Laquelle ?] et de Besançon.
Parmi les auteurs figurant dans sa bibliothèque de quelque 4 000 volumes, on en trouve de la république des Sept Pays-Bas-Unis, écrivant en néerlandais, comme Lambert ten Kate, Vondel, Hooft, Cats, Van Mander, Westerbaen, Spieghel, Hoogvliet, Vos, Heemskerck et Langendijk, ou d'autres, écrivant en d'autres langues, tels que Voltaire, Rousseau, Le Clerc, Bayle, D'Alembert, Mably, Mirabeau et Leibniz ; c'est dans la langue originale qu'il les lit.

### Précurseur du mouvement flamand
Verhoeven est considéré comme un précurseur du mouvement flamand. À l'instar d'un Francis de la Fontaine, et comme son contemporain Jean-Baptiste Verlooy, il s'insurge contre l'abâtardissement de la langue néerlandaise et le manque d'intérêt de la part des autorités autrichiennes francisées pour la langue vulgaire et véhiculaire de la majorité écrasante de la population « belgique ».
Pour les autorités autrichiennes, le français est la langue de la science. En 1771, l'impératrice Marie-Thérèse crée l'Académie impériale et royale des sciences et des belles-lettres de Bruxelles. Les contacts entre cette société savante et les représentants du gouvernement, supervisant ses activités, sont effectués exclusivement en français. À ce sujet, Verhoeven a remarqué qu'une académie parisienne avec autant de membres n'étant pas en état de parler français serait aussi étrange que l'Académie bruxelloise avec un président et plusieurs membres ne connaissant pas le néerlandais.
Verhoeven veut souligner l'importance de la langue maternelle pour l'identité d'un peuple. « Donc, ce discours me semble plus utile dans la langue flamande, puisque celle-ci enseigne en premier lieu notre caractère national », écrit-il, sous la devise Belgice Pro Patria (« En néerlandais, pour la patrie »), dans l'introduction de son essai couronné sur l'introduction du droit romain dans les anciens Pays-Bas. Et en annexe de ce document, il donne la « preuve » détaillée de son argument : toutes les nations civilisées écrivent dans leur langue maternelle. Ainsi l'ont fait les Grecs et les Romains, comme l'ont fait le Tasse, Cervantes, Camões, Gessner, Milton ou les auteurs français, chacun d'eux pour son pays, et Vondel et Wagenaar pour les Pays-Bas.
S'il veut rester fidèle et honnête sujet de l'Église catholique, en tant qu'historien « éclairé », ne voulant pas passer par ce genre d'auto-culpabilisation par le biais de laquelle on compare les ancêtres des « Belges » aux peuplades les plus primitives, il ne peut que se prononcer avec écœurement sur certains événements historiques, tels que l'Inquisition espagnole et portugaise, qu'il met à pied d'égalité avec les sacrifices barbares des druides, la mauvaise conduite de nombreux croisés, et l'abus des reliques et des indulgences trouvant leur origine dans les croisades, qu'il désigne d'ailleurs comme sanglantes. Il affirme également que le fanatisme est inhérent à de nombreux ministres de toutes les religions.
Son exposé Oordeelkundige verhandelingen op de noodzakelijkheijd van het behouden der nederduijtsche taele, en de noodige hervormingen in de schoolen, offert en 1780 au comte de Neny, président du Conseil privé, est un plaidoyer pour la sauvegarde de la langue néerlandaise menacée, entre autres, dans l'enseignement, ainsi que pour les réformes nécessaires à ce dernier, qui doit forcément employer la langue maternelle au détriment du français. Ce dernier n'aurait qu'une influence pernicieuse sur les bonnes mœurs néerlandaises et conduirait à un mode de vie artificiel, à de folles splendeurs, qui ne laissent que le triste souvenir d'un panache français mensonger. Il se plaint de l'enseignement, surtout de celui dispensé aux filles :
« Les gens y apprennent la musique en général, le chant, le jeu du clavecin, la danse, la broderie, le dessin et la peinture ; en outre, on passe son meilleur temps à des parures et à des guenilles. On n'apprend plus le flamand ; il a même été interdit de parler la langue néerlandaise. »
Il plaide également pour la création d'une société littéraire néerlandaise qui devait avoir son siège à Gand ou, de préférence, à Bruxelles, parce que la prononciation brabançonne est plus belle. À la base de la méconnaissance de la langue maternelle se trouve l'ignorance. Il faut rendre obligatoire la connaissance du néerlandais pour toute fonction publique. Dans le but d'illustrer le lien entre la langue et les mœurs, Verhoeven a recours aux Romains de l'Antiquité, ainsi qu'à Montesquieu, à Voltaire, à Rivarol et à D'Alembert.

### Révolutionnaire
Il a été associé à la conspiration des révolutionnaires brabançons de 1790 contre le pouvoir centraliste de l'empereur Joseph II : il fait l'éloge des vertus de Henri van der Noot et de la révolte contre la « tutelle » autrichienne.
Les écrits aussi bien que les actes de Verhoeven se situent à cheval sur les convictions idéologiques des deux factions impliquées dans la révolution brabançonne, les statistes et les vonckistes, et le seront bien en deçà de cet épisode de l'histoire, car il hésitera encore entre les partis doctrinaux lorsque les Pays-Bas méridionaux seront inondés par les sans-culottes. Eerbiedig lof-gezang (Chant de louange respectueux, non daté) et l’Ode de 1790 ont été écrits en vue de soutenir Van der Noot. Lorsque les Autrichiens restaurent leur autorité sur les Pays-Bas méridionaux, Verhoeven s'empresse de désavouer la paternité de ces écrits, comme il le fait pour un Mémoire historique politique et critique sur les constitutions, la religion, & les droits de la nation belgique, exceptionnellement rédigé en français, où il tient un discours aussi anti-joséphiste qu'antiphilosophique ; en outre, il prend la défense du clergé, tout en chantant les louanges des bienfaits des cloîtres et abbayes pour les régions historiques des Pays-Bas, et il n'hésite pas à invoquer Rousseau comme argumentum ad verecundiam pour appuyer sa thèse. Un trait préromantique est son admiration pour l’architecture gothique.
Les Autrichiens ayant réussi à restaurer leur pouvoir aux Pays-Bas méridionaux, Verhoeven prend la fuite et s'installe à Bréda, dans la république des Sept Pays-Bas-Unis, jusqu'à ce qu'arrivent, en 1792, les troupes révolutionnaires. Peu après, il reprend le chemin des Provinces-Unies, trouvant refuge à La Haye.
En 1795, il publie sa traduction néerlandaise de la Déclaration des droits de l'homme et du citoyen. Sous contrainte, il rejoint la municipalité de Malines. Quand il doit lire à haute voix le décret sur l'annexion des Pays-Bas méridionaux à la France, en novembre 1795, il est tellement ému que sa voix tremble et que les personnes présentes craignent qu'il ne soit frappé d'une apoplexie. En décembre de la même année, il se retire de toute fonction publique, refusant celle de juge de paix et, douze ans durant, il s'attelle à la tâche de versifier un poème épique de quelque 22 000 vers selon le modèle de l'Énéide de Virgile : le Belgiade ofte Mannus, où il glorifie Napoléon. À la même période, le régime français imposait de plus en plus de restrictions à l'emploi de la langue néerlandaise, ce qui rendait tout de même peu probable la publication du poème sous la domination française. Après sa mort, on en a trouvé le manuscrit parmi ses possessions. Le bibliophile Charles Van Hulthem l'obtient et, plus tard, l'épopée entre dans la collection de la Bibliothèque royale de Belgique.

## Ressources

### Liste d'ouvrages
- (nl) De onberoerlyke liefde van den persiaenschen prince Polidorus en de heldhaftige roomsche princesse Julia, tragédie.
- (nl) Juvenilia ofte de schoone Helena, tragédie.
- (nl) Don Diego of de bedrogen gierigaerd, comédie en trois actes.
- (nl) Den ooghst, comédie avec chant représentée le 23 février 1772.
- (nl) Proeve van dicht-kunde op de Oudtheydt, eer, achtbaerheydt, en voort-gangh der vrye konsten, poème, Louvain, Joannes Franciscus van Overbeke, 1774.
- (nl) Historische tyd-en oordeelkundige aenteekeningen, met algemeyne aenmerkingen op de zelve; dienende tot antwoord op de vraege, Hoedaenig was den staet van de hand-werken, en van den koophandel in de Nederlanden, ten tyde van de derthienste en veerthienste eeuwe?, Bruxelles, 1778 ; couronnée et imprimée par l'Académie de Bruxelles.
- (nl) Algemeyne inleyding tot de al-oude en midden-tydsche Belgische historie, voor zoo veel de togten der Belgen in verre landen, en hunne woon-verplaetsingen ofte verhuyzingen betreft; mitsgaders den invloed dezer op den land-aerd en op de zeden onzer vaderen, verdeelt in verscheyde oordeelkundige verhandelingen en tyd-perken; Bruxelles, Joseph Ermens, 1780 ; étude historique pour laquelle l'auteur obtint une mention honorable de l'Académie de Bruxelles (en 1778 et en 1781).
- (nl) Oordeelkundige verhandelingen op de noodzakelijkheijd van het behouden der nederduijtsche taele, en de noodige hervormingen in de schoolen, exposé offert en 1780 au comte de Neny, président du Conseil privé.
- (nl) Aen te wyzen de soorten van visschen die het gemeyn voorwerp zyn van de vangst, zoo op de kusten, als in de rivieren in Vlaenderen, Bruxelles, 1781 ; étude biologique couronnée par l'Académie de Bruxelles.
- (nl) Treur-dicht op de dood van Maria Theresia Keyzerinne, Koninginne van Hongaryen en Bohemen, Aerts-Hertoginne van Oostenryk, Hertoginne van Brabant, Graevinnen van Vlaenderen, &c. &c., poème funèbre sur la mort de Marie-Thérèse, Malines, P.J Hanicq, 1781.
- (fr) Mémoire historique politique et critique sur les constitutions, la religion, & les droits de la nation belgique, achevé en 1787, Liège, Joseph Henri Stevenard, 1790.
- (nl) Eerbiedig lof-gezang aen den doorlugtigen heer H. Van der Noot, Louvain, s. d.
- (nl) Ode aen den doorlugtigen heer Henrik van der Noot als zyne edele zich stelt aen het hooft van de vry-willige hulp-benden, ode à Henri van der Noot, Malines, 1790.
- (la + nl) Grond-wet ofte constitutie van Mechelen met de Neder-Duytsche overzettinge en aen-merkingen, 1790.
- (nl) Lammen in de Maen, 1790.
- (nl) Belgiade ofte Mannus, in de omkeering van den Belgischen en Celtischen staet met de verandering door den eersten Cimberschen zondvloed, in deze en in andere gewesten van Europa: heldendicht in XV boeken, poème épique.
- (fr + nl) Déclaration des droits de l'homme et du citoyen (Grondwettelyke stelling, voorgegaen door de verklaering der rechten van den mensch ende van den borger gepresenteert aen het fransch volk door de Nationale Conventie), 1795, traduction néerlandaise[19].